# Kallikrateia
Kallikrateia (græsk: Καλλικράτεια) er en kommunal enhed og en by på halvøen og den regionale enhed Chalkidiki i periferien Centralmakedonien i Grækenland. Siden kommunalreformen i 2011 er den en del af kommunen Nea Propontida, før den var en kommune med sæde i byen Nea Kallikrateia. Den kommunale enhed har et areal på 108.894 km2. Ifølge folketællingen fra 2011 har den kommunale enhed en befolkning på 11.571 mennesker, mens selve byen har 7.238 indbyggere, tredjestørst i Chalkidiki. Nea Kallikrateia blev etableret efter flygtningekrisen i 1922, hovedsageligt af beboerne, der kom fra Kallikrateia (i dag Mimarsinan) i det østlige Thrakien (den europæiske del af Tyrkiet) og etablerede sig i området.